# Konduktanca
Konduktánca (oznaka G) je elektrotehniška in fizikalna količina, določena kot recipročna vrednost električne upornosti. Mednarodni sistem enot predpisuje zanjo izpeljano enoto S ali Ω-1.
Konduktanco povezuje z admitanco Y in susceptanco B zveza (v elektrotehniki se za imaginarno enoto navadno uporablja oznaka j namesto i):
{\displaystyle Y=G+iB\!\,.}